# Саут-Баптист
Саут-Баптист (англ. South Baptiste) — літнє село в Канаді, у провінції Альберта, у складі муніципального району Атабаска.

## Населення
За даними перепису 2016 року, літнє село нараховувало 66 осіб постійного населення, показавши зростання на 26,9%, порівняно з 2011-м роком. Середня густина населення становила 70,9 осіб/км².
З офіційних мов обидвома одночасно не володів жоден з жителів, тільки англійською — 65. Усього 5 осіб вважали рідною мовою не одну з офіційних.
Працездатне населення становило 25 осіб (71,4% усього населення), усі були зайняті.

## Клімат
Середня річна температура становить 1,6°C, середня максимальна – 20,8°C, а середня мінімальна – -22,6°C. Середня річна кількість опадів – 476 мм.
| Клімат поселення                              | Клімат поселення | Клімат поселення | Клімат поселення | Клімат поселення | Клімат поселення | Клімат поселення | Клімат поселення | Клімат поселення | Клімат поселення | Клімат поселення | Клімат поселення | Клімат поселення | Клімат поселення |
| Показник                                      | Січ.             | Лют.             | Бер.             | Квіт.            | Трав.            | Черв.            | Лип.             | Серп.            | Вер.             | Жовт.            | Лист.            | Груд.            |                  |
| Середній максимум, °C                         | −9,4             | −5,44            | 0,86             | 9,88             | 16,30            | 20,42            | 20,84            | 20,11            | 14,85            | 9,29             | −0,65            | −8,17            |                  |
| Середня температура, °C                       | −16,03           | −12,07           | −5,77            | 3,24             | 9,69             | 13,81            | 15,92            | 15,21            | 9,94             | 4,38             | −5,56            | −13,07           |                  |
| Середній мінімум, °C                          | −22,64           | −18,69           | −12,4            | −3,39            | 3,06             | 7,17             | 11,03            | 10,30            | 5,03             | −0,51            | −10,46           | −17,97           |                  |
| Норма опадів, мм                              | 24               | 15               | 16               | 24               | 46               | 88               | 102              | 62               | 37               | 20               | 19               | 23               |                  |
| Середньомісячна швидкість вітру, м/с          | 3.16             | 3.11             | 3.30             | 3.51             | 3.60             | 3.16             | 3.00             | 2.98             | 3.00             | 3.43             | 3.26             | 3.26             |                  |
| Середньомісячна сонячна радіація, кДж/м²·день | 3052             | 6487             | 11889            | 17089            | 20480            | 21865            | 21794            | 18060            | 12084            | 6952             | 3377             | 2189             |                  |
| --------------------------------------------- | ---------------- | ---------------- | ---------------- | ---------------- | ---------------- | ---------------- | ---------------- | ---------------- | ---------------- | ---------------- | ---------------- | ---------------- | ---------------- |
| Джерело:                                      |                  |                  |                  |                  |                  |                  |                  |                  |                  |                  |                  |                  |                  |